# 黄金時代 (1930年の映画)
『黄金時代』（フランス語: L'Âge d'or）は、1930年に製作されたフランスの前衛映画である。日本でのビデオ発売時のタイトルは『ルイス・ブニュエルの黄金時代』。白黒映画。
ルイス・ブニュエルの監督第2作。
右翼がスクリーンに向って爆弾を投げつける事件が起きて、その後50年間にわたり公開禁止となった。

## スタッフ
- 監督：ルイス・ブニュエル
- 脚本：ルイス・ブニュエル、サルバドール・ダリ
- 演出：ルイス・ブニュエル
- 製作：ド・ノアイユ・プロ
- 撮影：アルベール・デュベルジェ

## キャスト
- ガストン・モドー（フランス語版）
- リア・リス（英語版）
- マックス・エルンスト